# Paola De Micheli
Paola De Micheli (Piacenza, 1º settembre 1973) è una dirigente d'azienda e politica italiana, ministro delle infrastrutture e dei trasporti dal 5 settembre 2019 al 13 febbraio 2021 nel governo Conte II.
Già assessore del comune di Piacenza dal 2007 al 2010, è stata prima sottosegretario al ministero dell'economia e delle finanze dal 2014 al 2017 nei governi Renzi e Gentiloni, poi, sempre in quest'ultimo governo, anche sottosegretario alla Presidenza del Consiglio dei ministri dal 2017 al 2018.

## Biografia
Paola De Micheli si è laureata in scienze politiche presso l'Università Cattolica del Sacro Cuore di Milano.
Vive e lavora a Piacenza, quale manager nel settore agroalimentare per il "Consorzio Cooperativo Conserve Italia".
È appassionata di pallavolo, tanto che il 20 luglio 2016 viene eletta presidente della Lega Pallavolo Serie A, carica che mantiene fino al 2018.

## Carriera politica

### Gli inizi
Entrata in politica alla metà degli anni novanta con L'Ulivo di Romano Prodi, aderendo dapprima ai Popolari e poi alla Margherita, e da giugno 1999 a maggio 2004 è stata consigliera comunale a Pontenure.
Entrata a far parte del Partito Democratico nel 2007, diventa membro della direzione provinciale di Piacenza. Dal giugno 2007 al maggio 2010 ricopre la carica di assessora alle Risorse umane ed economico-finanziarie, Bilancio e personale del comune di Piacenza.
È membro del consiglio direttivo di "TrecentoSessanta", l'associazione fondata nel 2007 da Enrico Letta.

### Elezione a deputato

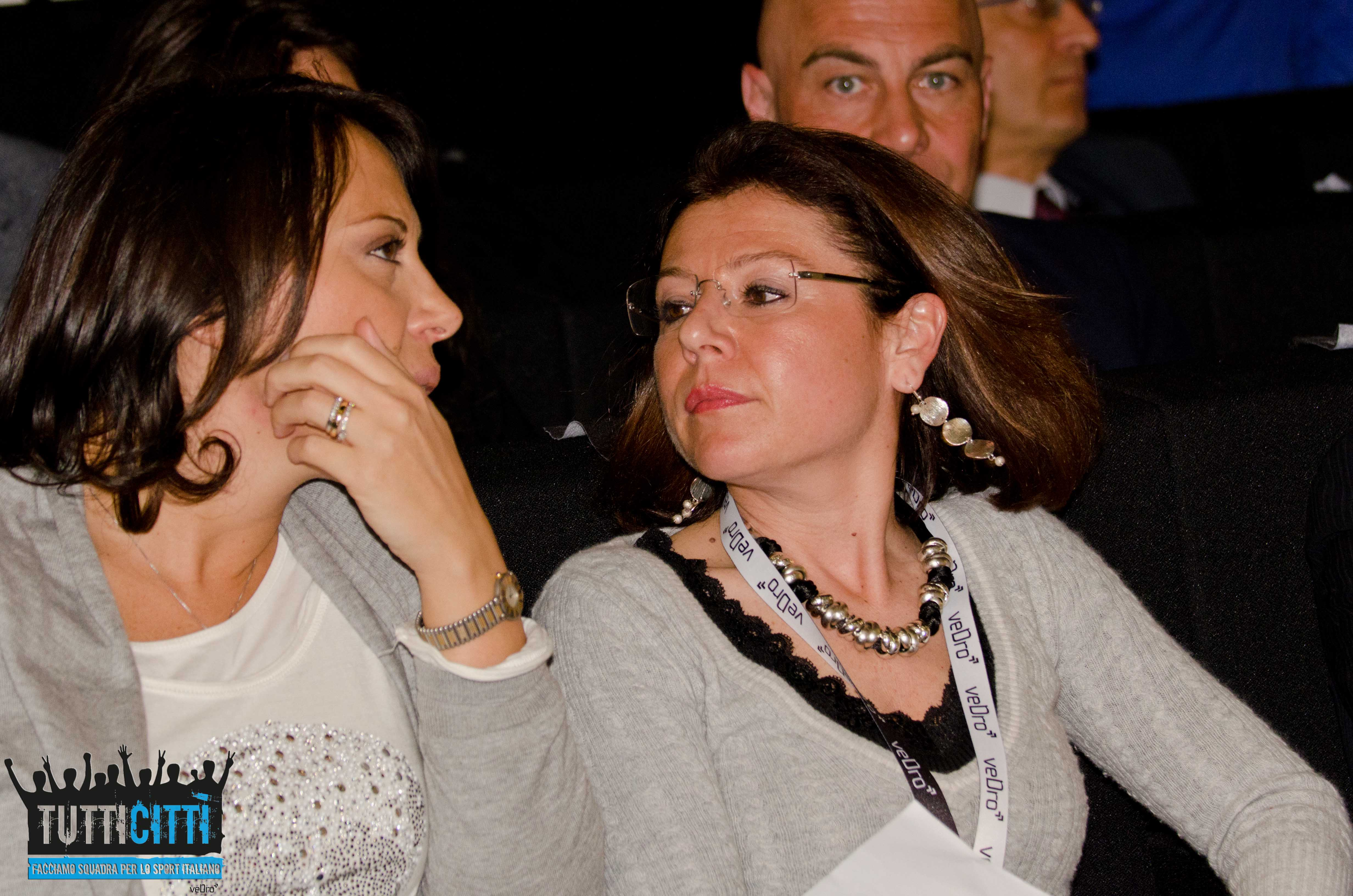
Paola De Micheli e Nunzia De Girolamo durante Tutticittì 2012

Alle elezioni politiche del 2008, la De Micheli viene candidata ed eletta per la prima volta alla Camera dei deputati, tra le liste del PD nella circoscrizione Emilia-Romagna. Nella XVI legislatura della Repubblica è stata componente della Commissione Bilancio e della Commissione per la semplificazione della legislazione.
Alle elezioni primarie del Partito Democratico nel 2009 sostiene la mozione di Pier Luigi Bersani, ex ministro dello sviluppo economico nel secondo governo Prodi, che risulterà vincente con il 53% dei voti. Con l'inizio della segreteria di Bersani entra a far parte del dipartimento economia del PD, coordinato da Stefano Fassina, ricoprendo nello specifico il ruolo di responsabile nazionale delle Piccole e medie imprese.

### Vicecapogruppo PD alla Camera
Nel dicembre 2012, affronta e vince le "Parlamentarie" indette dal PD per la scelta dei candidati al parlamento del PD alle successive elezioni politiche del 24 e 25 febbraio. Alle elezioni politiche del 2013 viene rieletta alla Camera, nella medesima circoscrizione tra le file del PD. All'inizio della XVII legislatura, è stata eletta vicecapogruppo vicario del PD alla Camera sotto Roberto Speranza, carica che mantiene fino al novembre 2014.
Alle primarie del Partito Democratico del 2013 si schiera con il candidato Gianni Cuperlo, ex segretario della Federazione Giovanile Comunista Italiana e Sinistra Giovanile, criticando la linea centrista e liberale del candidato avversario Matteo Renzi, accusandolo di aver architettato il complotto dei 101 contro Romano Prodi alla elezione del Presidente della Repubblica.

### Sottosegretario di Stato
Il 10 novembre 2014 viene nominata dal Consiglio dei Ministri Sottosegretario di Stato al Ministero dell'economia e delle finanze nel Governo Renzi, con delega questioni inerenti all'Agenzia delle dogane e dei monopoli, alle attività del Comitato interministeriale per la programmazione economica (CIPE), affiancando il ministro Pier Carlo Padoan.
Politicamente vicina anche all'area riformista del PD, il 19 giugno 2015 è una delle promotrici della nascita della nuova corrente all'interno del PD "Sinistra è cambiamento", formata da esponenti di sinistra del Governo Renzi che puntano alla sopravvivenza del governo.
Confermata nella medesima posizione anche nel Governo Gentiloni, nel settembre 2017 viene annunciata la sua successione a Vasco Errani quale commissario straordinario alla ricostruzione delle aree colpite dal terremoto del Centro Italia del 2016.
In vista delle elezioni politiche del 2018, si candida e viene rieletta per la terza volta deputata alla Camera nella circoscrizione proporzionale Emilia-Romagna - 04.

### Vicesegretario del Partito Democratico
Alle elezioni primarie del PD nel 2019 sostiene la mozione "Piazza Grande" del presidente della Regione Lazio Nicola Zingaretti, candidato con la carriera amministrativa più lunga alle spalle, presiedendo il suo comitato nazionale, che risulterà vincente con il 66% dei voti, e il 17 aprile 2019 viene nominata, dal nuovo segretario nazionale del PD Zingaretti, vicesegretario del partito insieme ad Andrea Orlando.

### Ministro delle infrastrutture e dei trasporti
Il 5 settembre dello stesso anno abbandona l'incarico di vicesegretario, lasciando il ruolo esclusivamente ad Orlando. Nello stesso giorno giura nelle mani del Presidente della Repubblica Sergio Mattarella come ministro delle infrastrutture e dei trasporti nel governo Conte II tra PD e Movimento Cinque Stelle, succedendo così al pentastellato Danilo Toninelli. È la prima donna a ricoprire questo ruolo. Cessa dall’incarico con la caduta del governo.
Alle elezioni politiche anticipate del 25 settembre 2022 viene candidata per la Camera dei deputati nel collegio plurinominale Emilia-Romagna 01 come capolista della lista Partito Democratico - Italia Democratica e Progressista risultando eletta.

### Candidatura a segretario del PD
Paola De Micheli si candida alle primarie del PD del febbraio 2023 piazzandosi quarta dietro a Stefano Bonaccini, Elly Schlein e Gianni Cuperlo con 6475 voti pari al 4,29%.

## Incarichi parlamentari

### XVI legislatura
- Membro della 5ª Commissione Bilancio, tesoro e programmazione (dall'8 luglio 2010 al 14 marzo 2013)
- Membro della 6ª Commissione Finanze (dal 21 maggio 2008 all'8 luglio 2010)
- Membro della Commissione Parlamentare d'inchiesta sui fenomeni della contraffazione e della pirateria in campo commerciale (dal 19 ottobre 2010 al 14 marzo 2013)
- Membro della Commissione parlamentare per la semplificazione
- Membro del Comitato parlamentare per i procedimenti di accusa

### XVII legislatura
- Membro della 5ª Commissione Bilancio, tesoro e programmazione (dal 7 maggio 2013 al 22 marzo 2018) (sostituita dal deputato Federico Ginato)
- Membro della Commissione parlamentare per l'indirizzo generale e la vigilanza dei servizi radiotelevisivi (dal 5 giugno 2013 al 17 febbraio 2015)

### XVIII legislatura
- Membro della 3ª Commissione Affari esteri (dal 23 giugno 2021)
- Membro della 5ª Commissione Bilancio, tesoro e programmazione (dal 21 giugno 2018 al 27 settembre 2019)
- Membro della 6ª Commissione Finanze (dal 27 settembre 2019 al 23 giugno 2021) (sostituita dal deputato Romina Mura)

## Vita privata
Dal giugno 2013 è sposata con Giacomo Massari. La coppia ha un figlio, nato nel marzo 2016. Si professa cattolica.

## Controversie
In un CDA di otto componenti è stata presidente dell'Agridoro, una società cooperativa di lavorazione e trasformazione del pomodoro, dall'ottobre 1998 fino all'ottobre 2003, quando si è dimessa da tale carica. Successivamente la cooperativa è stata posta in liquidazione coatta amministrativa. Né la De Micheli né i componenti del CdA hanno mai subito alcuna indagine e/o condanna a causa della gestione della cooperativa.
De Micheli è stata assolta, con sentenza del Tribunale di Piacenza resa in data 16 giugno 2004 n.196/04, con formula piena dal reato di cui agli arti. 5 lett. b) e d) e 6 L.283/62 che le era stato contestato perché, in qualità di legale rappresentante della Cooperativa Agridoro, deteneva in cattivo stato di conservazione, in attesa di smaltimento, 188 fusti metallici contenenti concentrato di pomodoro.

## Opere
- Paola De Micheli, Stefano Imbruglia e Antonio Misiani, Se chiudi ti compro: le imprese rigenerate dai lavoratori, prefazione di Romano Prodi, Milano, Guerini, 2017, ISBN 978-88-6250-700-4.